# Archaeoceti
Az Archaeoceti („őscetek”) az emlősök (Mammalia) osztályának párosujjú patások (Artiodactyla) rendjébe, ezen belül a cetek (Cetacea) alrendágába tartozó fosszilis részalrend.
A ceteknek egy kihalt parafiletikus csoportja, amelyből ma élő cetek (Autoceta) származnak - sziláscetek (Mysticeti) és fogascetek (Odontoceti).
Korábban azt gondolták, hogy az archaeocetidák a mesonychidáktól, az ősi patás ragadozóktól származnak, amelyekkel fogaik hasonlóságokat mutatnak, a molekuláris genetikai és egyéb morfológiai kutatások szerint azonban valószínűleg a párosujjú patásoktól (Artiodactyla) erednek és így a vízilovak rokonai. A legújabb genetikai alapú rendszertani besorolások szerint a cetek (Cetacea) egykoron önálló rendje, a párosujjú patások rendjébe lett besorolva alrendági szinten, ilyen módon az Archaeoceti taxon részalrenddé vált.
Az archaeocetidák még túlélték az eocén-oligocén kihalási eseményt, de nemeik nagyon megfogyatkoztak. Az oligocén elején még gyakoriak voltak a tengerekben, bár már nem olyan gyakoriak, mint az eocénben. Utolsó képviselője valószínűleg a Kekenodon onamata nevű faj volt, amely az oligocén végén pusztult ki, alulmaradva a fogascetekkel és a oligocén-miocén határán új fejlődésnek induló cápákkal szemben (mint a C. megalodon). Kihalásuk másik magyarázata lehet, hogy az oligocén végén fokozatosan lehűlt az óceán (de az is lehet, hogy a két tényező együtt hatott).

## Rendszerezés
A részalrendbe az alábbi 5 család tartozik:
- †Pakicetidae Thewissen, Madar & Hussain, 1996 - kora eocén
- †Ambulocetidae Thewissen, Madar & Hussain, 1996 - kora eocén
- †Remingtonocetidae Kumar & Sahni, 1986 - kora-középső eocén
- †Protocetidae Stromer, 1908 - kora-késő eocén
- †Basilosauridae Cope, 1868 - középső-késő eocén

Egyes rendszerezők egy hatodik, monogenerikus, illetve monotipikus családot - Kekenodontidae (késő oligocén) - is ebbe a részalrendbe helyeznék, azonban ennek idetartozása még nem tisztázott; az is meglehet, hogy egy kezdetleges fogascetről (Odontoceti) van szó.

### Filogenetikájuk, ha a korábbi Cetartiodactylás rendszert követjük
```
Cetartiodactyla

|--
Cetacea

|  |--
Pakicetidae
 
|  `--+--
Ambulocetidae
 
|     `--+--
Remingtonocetidae
 
|        `--
Protocetidae

|           |--
Georgiacetus

|           `--
Basilosauridae

|              |--
Basilosaurus

|              `--+--
Dorudon
 
|                 `--
Autoceta

|                    |--
Odontoceti
 
|                    |  |--
Squalodontoidea
 
|                    |  |  |--
Squalodontidae
 
|                    |  |  `--
Rhabdosteidae

|                    |  `--
Physeteroidea
 
|                    `--
Mysticeti
 
`--
Artiodactyla
```

## Fordítás
- Ez a szócikk részben vagy egészben  az   Archaeoceti című angol Wikipédia-szócikk ezen változatának fordításán alapul.  Az eredeti cikk szerkesztőit annak laptörténete sorolja fel. Ez a jelzés csupán a megfogalmazás eredetét és a szerzői jogokat jelzi, nem szolgál a cikkben szereplő információk forrásmegjelöléseként.
- Ez a szócikk részben vagy egészben  a   List_of_extinct_cetaceans#Suborder_Archaeoceti című angol Wikipédia-szócikk ezen változatának fordításán alapul.  Az eredeti cikk szerkesztőit annak laptörténete sorolja fel. Ez a jelzés csupán a megfogalmazás eredetét és a szerzői jogokat jelzi, nem szolgál a cikkben szereplő információk forrásmegjelöléseként.